# 코로나 짱
코로나 짱(일본어: コロナちゃん)은 코로나바이러스의 모에화로, 현재 진행중인 코로나19 범유행 동안 4chan, 레딧 및 기타 웹사이트에서 인기 있는 밈이 되었다.
2020년 1월 중순, 4chan 사용자들은 박쥐 날개와 녹색 눈을 가진 소녀의 모습으로 코로나짱 캐릭터를 만들었는데, 그녀는 중국옷의 일종인 빨간색 치파오를 입고 바이러스를 상징하는 가시가 돋친 구형 머리핀을 하고 있다. 일부 묘사에서는 그녀가 중화인민공화국의 국기를 들고 박쥐 수프를 나눠주고 있다. 이러한 특징은 바이러스 기원에 대한 인기 있는 박쥐 수프 및 우한 연구소 이론을 참고한 것이다. 바이스 미디어 그룹의 기자 사만다 콜은 "거의 8,000명의 사망자를 낸 바이러스를, 특히 중국과 일본에서, 귀여운 애니메이션 소녀로 바꾸는 것은 현실에 무감각한 행동... 그러나 그것은 또한 사람들이 목매달아 웃는 유머와 음란한 애니메이션 그림을 사용하여 대처하기로 선택한 방식이기도 하다"고 말했다. 4chan의 한 사용자는 "코로나짱의 창조자 펑저우 만세"라는 제목의 스레드를 만들어 제로 헤지의 기사를 링크했는데, 이 기사는 신종 코로나바이러스가 중국과학원의 우한 바이러스 연구소에서 만들어졌을 수도 있다고 주장했다. 말장난으로, 그녀는 또한 자주 코로나 맥주를 들거나 마시는 것으로 묘사되었다.
캐릭터 삽화를 특징으로 하는 레딧의 "r/coronachan" 서브레딧은 2020년까지 2,000명의 구독자를 보유했다. 인터넷에는 코로나짱 갤러리가 있다. 러슈석스는 마스크를 쓴 퓨디파이 뒤에 서 있는 코로나짱을 보여주는 벽 그래피티를 만들었다.
모에화는 이전에도 온라인에서 질병에 적용된 적이 있었다. 2014년 서아프리카에서 발생한 에볼라 출혈열 바이러스 발병 당시, 에볼라짱 캐릭터는 이미 영어권 이미지 보드와 온라인 토론 포럼에서 유포되고 있었다.

## 반응
바이스 미디어 그룹의 사만다 콜은 캐릭터가 첫눈에 중국인으로 보이는 점은 인종차별적이지만, 계속되는 부정적인 뉴스 속에서 사람들이 조금은 긴장을 풀 수 있게 해줄 수도 있다고 생각한다.
코로나짱을 코스프레하고 인터넷에 사진을 올린 일부 중국계가 아닌 여성들은 중국 사용자들의 비난을 받고 결국 사과했다. 여성들은 이 행동이 타인을 모욕하거나 차별하려는 의도가 아니라, 감염병 예방을 위한 손 씻기의 중요성을 대중에게 알리기 위한 것이라고 말했다. 여성들에게 사과를 요구한 중국 사용자들을 비판하며, 여성들에게는 잘못이 없다고 믿는 일부 네티즌들도 있다. 2020년 3월 20일, 중국계 미국인 코스플레이어 야야 한은 코로나짱 코스프레를 나치 코스프레에 비유하며 용납할 수 없는 행동이라고 말하고, 다른 코스플레이어들에게 주의를 당부했다.
미하우 라도미우 비시니에프스키는 이 밈이 중국인이나 아시아인에 대한 인종차별을 조장할 것을 우려했으며, 켄 애시코프의 "콤 쥐서르 토트" 영상처럼 코로나짱이 중국 전통 의상을 입은 여성보다는 흡혈귀로 묘사된 일부 코로나짱 작품은 이러한 점을 잘 피하고 있다고 지적했다.
연방보호국 보고서에 따르면, 일부 폭력적인 백인 우월주의 급진주의자들은 코로나19를 생물학적 무기로 사용하는 것에 대해 논의하면서 신종 코로나바이러스를 코로나짱이라고 불렀다.

## 같이 보기
- 에볼라 짱, 이전의 질병 모에화